# Liliane Blondeau
Liliane Blondeau (geboren 20. April 1921 in Krefeld; gestorben 20. Dezember 1944 im KZ Ravensbrück) war eine belgische Widerstandskämpferin.

## Leben
Lily Blondeau wurde in der besetzten Zone des Rheinlands als Tochter des belgischen Militärs Clément Jean Henri Blondeau und der Lélia Céline Georgine Karl geboren. Sie absolvierte die Schule in Belgien und besuchte Kurse an der Académie des beaux-arts de Tournai.
Nach der deutschen Besetzung Belgiens im Mai 1940 schloss sie sich 1941 der Widerstandsorganisation Légion belge an. Am 12. März 1943 wurde sie verhaftet und im Gefängnis Saint-Gilles in Brüssel verhört. Sie wurde in das KZ Herzogenbusch in Vught und von dort im Rahmen des Nacht-und-Nebel-Erlasses in das Frauenkonzentrationslager Ravensbrück deportiert. Dort war sie im Block 13 inhaftiert und starb wenige Wochen vor der Befreiung des Konzentrationslagers unter den Haftbedingungen an Typhus.